# فيافيثيوسا (أستورياس)
بلدية فيافيثيوسا (بالإسبانية: Villaviciosa) هي بلدية تقع في منطقة أستورياس شمال غرب إسبانيا.

## الديموغرافيا
بلغ عدد سكان بلدية فيافيثيوسا 14.962 نسمة عام 2011 (وفقاً للمعهد الوطني للإحصاء الإسباني).
| 14.465 | 14.348 | 14.189 | 14.360 | 14.520 | 14.775 | 14.962 |

## أعلام
- مارسيلينو غارسيا تورال
- دييغو جوهانيسون
- مانويل بوستو فرنانديث
- فيكتور غارسيا